# Leucanopsis perirrorata
Leucanopsis perirrorata là một loài bướm đêm thuộc phân họ Arctiinae, họ Erebidae.